# Labradorit
A labradorit egy földpát ásvány, amely a plagioklászok kalciumos tagjának köztiterméke. 50 és 70 százalék közötti anortitot tartalmaz. Fajsúlya 2,68-tól 2,72-ig terjed. Kemény felületen húzva fehér csíkot hagy maga után, mint a legtöbb szilikát. A törésmutató 1,559 és 1,573 között van, és gyakori az ikresedés jelensége. Mint minden plagioklász tag esetében, a kristályrendszer triklin, és három hasítási irány van jelen, melyek közül kettő majdnem a megfelelő szögekkel rendelkezik (a harmadik irány nem megfelelő). Világos, fehér-szürke, blokkszerű, lapított formájú szemcsékként jelenik meg a közönséges magmás kőzetekben, mint a bazaltban és a gabbróban, valamint az anortozitokban.

## Lelőhelyei
A legszínesebb labradorit talán Finnországban található, a lapamai kőbányákban, de még ezen kívül másik két ország, Ukrajna és Madagaszkár szintén remek lelőhellyel rendelkezik. Végül említésre méltó Oroszországban az Urál, Norvégiában a Skandináv-hegység, valamint Kanadában a Labrador-félsziget.

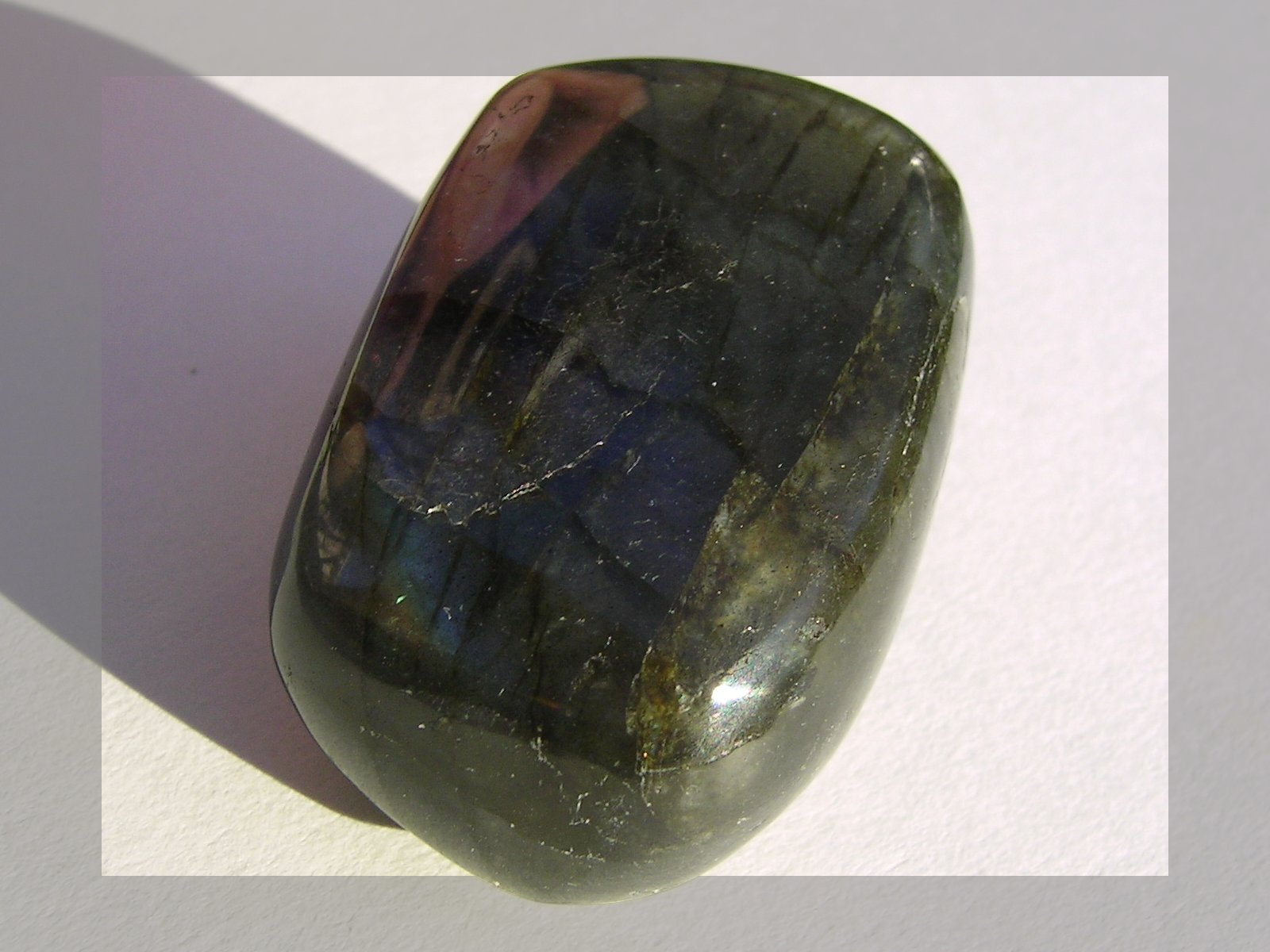

## Felhasználása
A labradorit népszerű ásvány és egyedülálló drágakő. Ékszerek, szobrok, műemlékek készítésére kiválóan alkalmas.
A kuruzslók és ezotéristák körében is gyakran emlegetett ásvány, mivel a hiedelem szerint segíthet néhány betegség gyógyításában. Például – hitük szerint – tisztítja a belső szerveket, csökkenti a reumás fájdalmakat, és a súlyos szembetegségek kezelésére (mint a zöld hályog vagy a szürkehályog) szintén felhasználják.

## Fordítás
Ez a szócikk részben vagy egészben  a   Labradorite című angol Wikipédia-szócikk ezen változatának fordításán alapul.  Az eredeti cikk szerkesztőit annak laptörténete sorolja fel. Ez a jelzés csupán a megfogalmazás eredetét és a szerzői jogokat jelzi, nem szolgál a cikkben szereplő információk forrásmegjelöléseként.